# Achim Geisenhanslüke
Achim Geisenhanslüke (* 29. September 1965 in Osnabrück) ist ein deutscher Literaturwissenschaftler und Professor für Allgemeine und Vergleichende Literaturwissenschaft an der Goethe-Universität Frankfurt am Main.

## Werdegang
Nach seinem Abitur am Städtischen Gymnasium Gütersloh studierte Geisenhanslüke Allgemeine und Vergleichende Literaturwissenschaft, Philosophie, Germanistik und Romanistik an der Freien Universität Berlin und der Université de Paris VIII-Saint-Denis. Er wurde 1995 an der FU Berlin im Fach Allgemeine und Vergleichende Literaturwissenschaft mit der Arbeit Die Ordnung der Sprache. Foucault und die Literatur promoviert. Geisenhanslüke habilitierte sich 2000 an der Gerhard-Mercator-Universität Duisburg mit der Schrift Der Buchstabe des Geistes. Postfigurationen der Allegorie von Bunyan zu Nietzsche. Im Oktober 2004 wurde er zum Lehrstuhlinhaber für Neuere deutsche Literaturwissenschaft an der Universität Regensburg ernannt.
Seit April 2014 ist Geisenhanslüke als Nachfolger von Werner Hamacher Professor am Institut für Allgemeine und Vergleichende Literaturwissenschaft der Goethe-Universität Frankfurt am Main.

## Forschung
Geisenhanslükes Forschungsschwerpunkte sind Literaturtheorie (hier insbesondere Poetik, Ästhetik, Diskurstheorie, Dekonstruktion, Psychoanalyse sowie die Schnittstelle von Literatur und Philosophie) und die europäische Literatur vom 17. bis zum 21. Jahrhundert. Er legte unter anderem komparatistische Studien zum Verhältnis von Literatur und Nichtwissen, zu literarischen Verstellungsstrategien und zur Infamie vor.
Geisenhanslüke war Vorsitzender des  Literaturarchivs Sulzbach-Rosenberg e. V.

## Ausgewählte Veröffentlichungen (Stand: 2016)

### Monographien
- Foucault und die Literatur. Eine diskurskritische Untersuchung. Westdeutscher Verlag, Opladen 1997, ISBN 3-531-12958-9 (Dissertation FU Berlin 1995).
- Johann Wolfgang Goethe, Iphigenie auf Tauris. Interpretation (= Oldenbourg-Interpretationen, Band 71). Oldenbourg, München 1997, ISBN 3-486-88670-3.
- Sophokles, Antigone. Interpretation (= Oldenbourg-Interpretationen, Band 92) Oldenbourg, München 1999, ISBN 3-486-88692-4.
- Le sublime chez Nietzsche. L‘Harmattan, Paris 2000, ISBN 2-7384-8918-4.
- Der Buchstabe des Geistes. Postfigurationen der Allegorie von Bunyan zu Nietzsche. Fink, München 2003, ISBN 3-7705-3794-7 (Habilitation Universität Duisburg 2000).
- Einführung in die Literaturtheorie. Von der Hermeneutik zur Medienwissenschaft. Wissenschaftliche Buchgesellschaft, Darmstadt 2003, 6. Auflage 2013, ISBN 3-534-15905-5.
- Masken des Selbst. Aufrichtigkeit und Verstellung in der europäischen Literatur. Wissenschaftliche Buchgesellschaft, Darmstadt 2006, ISBN 978-3-534-19669-2.
- Gegendiskurse. Literatur und Diskursanalyse bei Michel Foucault. Synchron, Heidelberg 2007, ISBN 978-3-939381-07-5.
- Das Schibboleth der Psychoanalyse. Freuds Passagen der Schrift. transcript, Bielefeld 2008, ISBN 978-3-89942-877-3.
- Dummheit und Witz. Poetologie des Nichtwissens. Fink, München 2011, ISBN 978-3-7705-5205-4.
- Nach der Tragödie. Lyrik und Moderne bei Hegel und Hölderlin. Fink, München 2012, ISBN 978-3-7705-5284-9.
- Die Sprache der Infamie: Literatur und Ehrlosigkeit. Fink, München 2014, ISBN 978-3-7705-5671-7.
- Textkulturen. Literaturtheorie nach dem Ende der Theorie. Fink, Paderborn 2015, ISBN 978-3-7705-5846-9.
- Die Wahrheit der Literatur. Fink, Paderborn 2015, ISBN 978-3-7705-5845-2.
- Die Sprache der Liebe. Figurationen der Übertragung von Platon zu Lacan. Wilhelm Fink Verlag, 1. Aufl. 2016, ISBN 978-3-7705-6040-0: Leseprobe – auf Website des Fink-Verlags.

### Sammelbände
- Kritik der Tradition. Hella Tiedemann-Bartels zum 65. Geburtstag.  Würzburg: Königshausen & Neumann 2001 (gem. mit Eckart Goebel), ISBN 3-8260-2030-8.
- Die Abwesenheit des Werkes. Nach Foucault. Heidelberg: Synchron 2006 (gem. mit Klaus-Michael Bogdal), ISBN 978-3-935025-83-6.
- Unfinished Business. Quentin Tarantinos ‚Kill Bill' und die offenen Rechnungen der Kulturwissenschaft. Bielefeld: transcript 2006 (gem. mit Christian Steltz), ISBN 978-3-89942-437-9.
- Schriftkultur und Schwellenkunde. Bielefeld: transcript 2008 (= Literalität und Liminalität, Band 1; gem. mit Georg Mein), ISBN 978-3-89942-776-9.
- Grenzräume der Schrift. Bielefeld: transcript 2008 (= Literalität und Liminalität, Band 2; gem. mit Georg Mein), ISBN 978-3-89942-777-6.
- Ignoranz. Nichtwissen, Vergessen und Missverstehen in Prozessen kultureller Transformationen. Bielefeld: transcript 2008 (gem. mit Hans Rott), ISBN 978-3-89942-778-3.
- Das Subjekt des Diskurses. Festschrift für Klaus-Michael Bogdal. Heidelberg: Synchron 2008 (gem. mit Georg Mein und Franziska Schößler), ISBN 978-3-939381-16-7.
- Monströse Ordnungen. Zur Typologie und Ästhetik des Anormalen. Bielefeld: transcript 2009 (= Literalität und Liminalität, Band 12; gem. mit Georg Mein), ISBN 978-3-8376-1257-8.
- Infamie. Ehre und Ehrverlust in literarischen und juristischen Diskursen. Regenstauf: H. Gietl Verlag 2012 (= Edition Rechtskultur, Band 6; gem. mit Martin Löhnig), ISBN 978-3-86646-407-0.
- Kino der Blinden. Figurationen des Nichtwissens bei David Lynch. Bielefeld: transcript 2012 (gem. mit Rasmus Overthun), ISBN 978-3-8376-2086-3.
- Poetik im technischen Zeitalter. Walter Höllerer und die Entstehung des modernen Literaturbetriebs. Bielefeld: transcript 2013 (= Literalität und Liminalität, Band 17; gem. mit Michael Peter Hehl), ISBN 978-3-8376-1598-2.
- Würdelos. Ehrkonflikte von der Antike bis in die Gegenwart. Regensburg: Schnell und Steiner 2016 (= Regensburger Klassikstudien, Band 1), ISBN 978-3-7954-3129-7.